# Flabellina affinis
Flabellina affinis, auf Deutsch auch als Violette Fadenschnecke bezeichnet (allerdings werden noch weitere Arten mit diesem Namen bezeichnet) ist eine auch im Mittelmeer vorkommende marine Nacktschnecke der Nudibranchia.

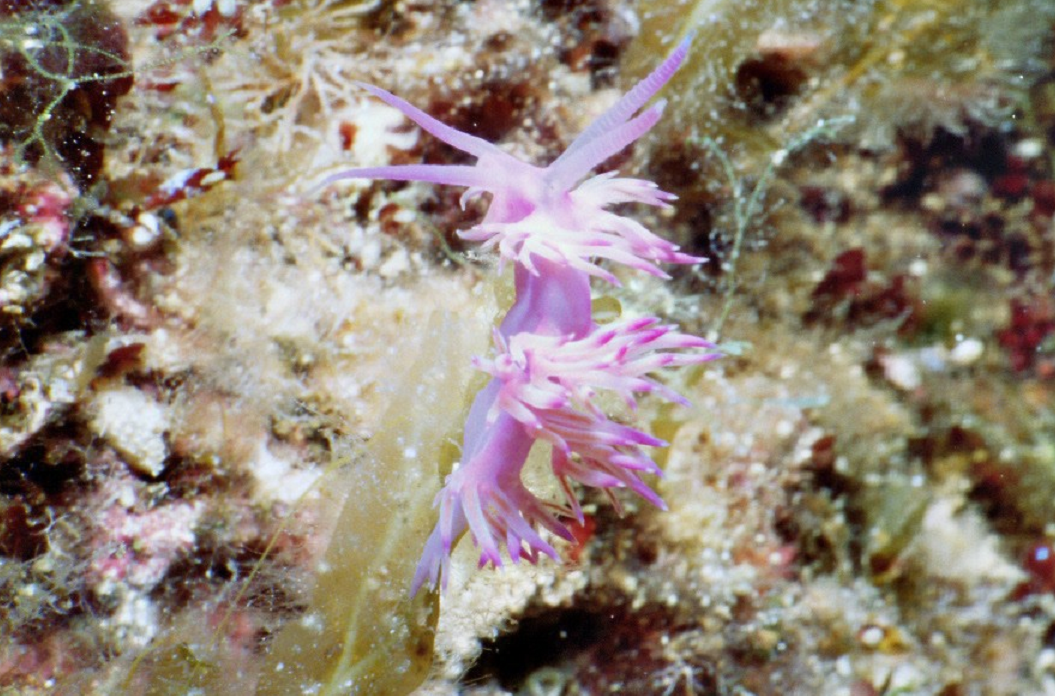
Seitenansicht von Flabellina affinis

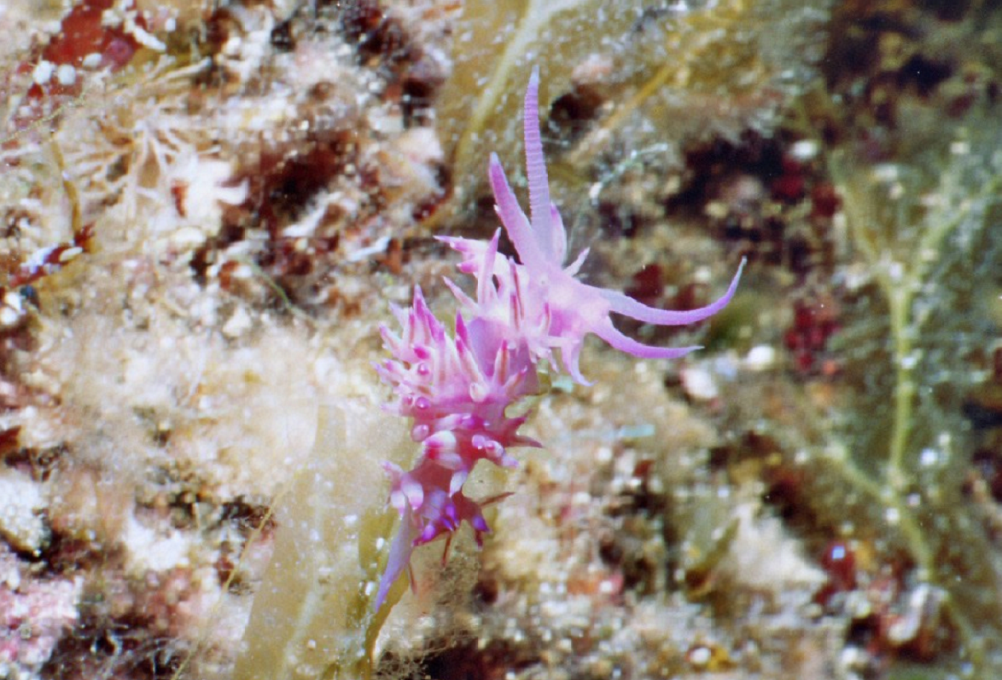
Ansicht von oben

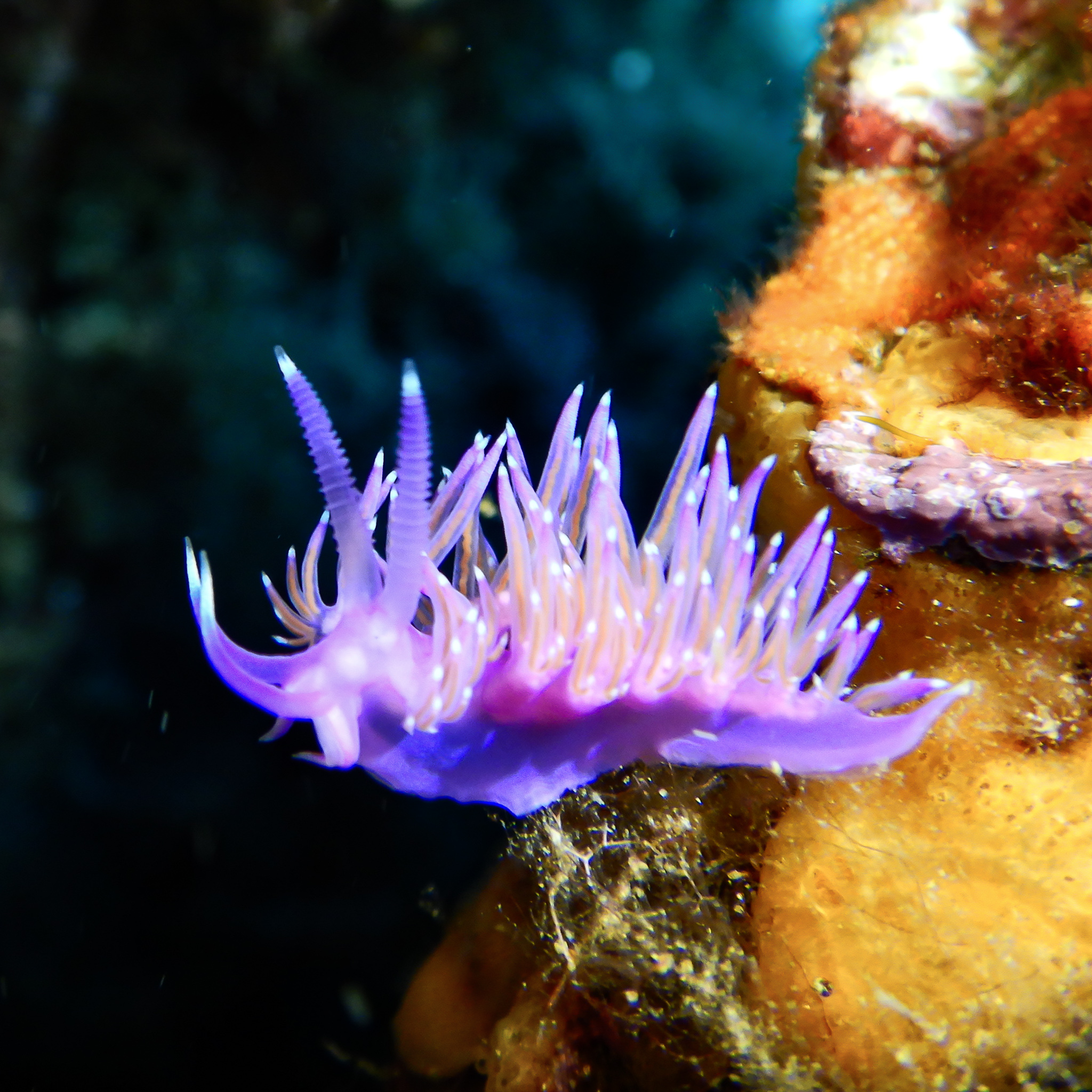
Flabellina affinis auf einem Krustenschwamm (Clathria venosa)

## Merkmale
Der Körper von Flabellina affinis weist eine hellviolette Farbe auf. Die Spitzen der Cerata (Rückenfäden) sind ebenfalls violett, jedoch meistens dunkler gefärbt als der Körper. Besonders in den beiden unteren Dritteln schimmern die Äste der Mitteldarmdrüse orangerot.
Die Cerata sind kolbenförmige Rückenanhänge, welche die Ausläufer der Mitteldarmdrüsen enthalten und symmetrisch angeordnet sind. Außerdem werden diesen Fortsätzen Atmungsfunktion zugeschrieben. Sie sind in zwei Längsreihen zu je acht Gruppen angeordnet. Die beiden Fühler oben am Kopf (Rhinophoren) weisen eine geriffelte Oberfläche auf, im Gegensatz zu den glatten Cerata. Die Rhinophoren sind etwa gleich lang wie die Mundtentakel. Sie dienen, zusammen mit anderen Merkmalen, als Unterscheidungsmerkmal zu den anderen Flabellina-Arten. Die Rhinophoren dienen primär der Chemotaxis und dem Strömungsempfinden. Die Kiefer bestehen aus einem kurzen und kräftigen Kaufortsatz, mit einer Reihe dichtstehender und spitzkegelförmiger Zähnchen. Die Basis des Kaufortsatzes weist mindestens 5 Zähnchenreihen auf.

## Verbreitung
Die Art ist im gesamten Mittelmeer heimisch. Die Verbreitung im Ostatlantik ist von Spanien über Portugal bis Ghana, einschließlich der Kanarischen Inseln.

## Fortpflanzung und Vorkommen
Die zwittrige Schnecke kann sich das ganze Jahr über fortpflanzen und wickelt ihre Gelege um bäumchenartige Hydrozoenkolonien der Gattung Eudendrium. Auf diesen ist sie auch am häufigsten zu finden. Die Laichschnüre sind pinkfarben oder hellpurpurviolett. Die Färbung der Eier reicht von hellrosa, hellviolett bis zu purpurviolett. Die Größe der Eier beträgt 0,08 mm bis 0,09 mm. Die Eiablage erfolgt von März bis Oktober. Bei einer Wassertemperatur von 20° Celsius schlüpfen nach 5 Tagen freischwimmende Veliger. Beträgt die Wassertemperatur um 16° Celsius geschieht dies nach 8 Tagen. Sie kommen in Wassertiefen bis über 50 m vor, am häufigsten in 20–30 m Tiefe. Individuen dieser Art können bis zu 5 cm groß werden.

## Kleptocniden
Nesselzellen werden nur von Vertretern des Stammes der Nesseltiere (Cnidaria) gebildet. Flabellina affinis ernährt sich von Hydroidenkolonien, möglicherweise ausschließlich von Eudendrium-Arten. Hierbei frisst Flabellina affinis ausschließlich Polypenköpfchen.
Die Nesselkapseln der Beutetiere werden intakt über den Darm aufgenommen und in die Fäden auf dem Rücken eingelagert und zur Verteidigung gegen Räuber eingesetzt.

## Verwechslungsmöglichkeiten
Die violette Coryphella (Flabellina pedata) ist der Flabellina affinis bezüglich Größe, Form und Färbung sehr ähnlich. Das Hauptunterscheidungsmerkmal sind die weißen Enden der Rückenfäden und ihre glatten Rhinophoren.

## Aquaristik
Aufgrund der speziellen Haltungsanforderungen, insbesondere bei der Nahrung ist die Art für die Aquarienhaltung ungeeignet. Es werden auch keine Tiere im Handel angeboten oder gezielt gezüchtet.